# Kaiserschnitt beim Rind
Bei einem Kaiserschnitt, auch Schnittentbindung (bzw. Sectio caesarea) genannt, wird das Kalb nach einer Laparotomie (Schnitt zur Eröffnung der Bauchhöhle), sowie einer Hysterotomie (Schnitt zur Eröffnung der Gebärmutter) aus der Mutterkuh geholt. Unter bestimmten Voraussetzungen ist dieser Eingriff notwendig, um das Überleben von Kalb und Kuh sicherzustellen. Die Schnittentbindung von der linken Flanke wird heute dem bauchseitigen Kaiserschnitt vorgezogen.

## Indikationen
Es wird zwischen absoluter und relativer Indikation unterschieden. Während bei der absoluten Indikation das Überleben des Kalbes nur durch einen Kaiserschnitt möglich ist, gäbe es bei der relativen Indikation auch andere geburtshilfliche Maßnahmen, auf die man zurückgreifen könnte.

### Absolute Indikationen
Zu den absoluten Indikationen gehören ein zu enger knöcherner und/oder weicher Geburtsweg (v. a. bei unreifen Tieren und Fleischrassen, wie Weißblaue Belgier), ein zu wenig geöffneter Muttermund (oder ein bereits sich schließender Muttermund, wenn die Geburtsanzeichen übersehen worden sind), eine absolut zu große Frucht (Belegen einer kleinen Kuh mit einem zu großen Bullen) und eine Uterustorsion (Gebärmutterverdrehung), die rektal nicht zu beheben ist.

### Relative Indikationen
Die relativen Indikationen sind gekennzeichnet durch fehlerhafte Lage/Haltung/Stellung (wie beispielsweise eine Querlage der Frucht, die rektal durch manuelle Umlagerung des Kalbes im Muttertier zu beheben gewesen wäre), Eihautwassersucht (pathologische Vermehrung der Fruchtwässer) oder Missbildungen (z. B. Hydrops fetalis).

## Vorbereitung
Die benötigten Instrumente werden nach der Sterilisation bereitgelegt oder in ein Desinfektionsbad gelegt. Einmalabdecktücher, Spritzen, Kanülen, Medikamente, Nadeln und Nahtmaterial müssen griffbereit sein.
Zuerst wird die Mutterkuh fixiert. Ist die Kuh stehfähig, entfällt die Lagerung. Allerdings muss hier ein Ausweichen nach rechts durch eine Wand oder einen Zaun verhindert werden. Liegt das Tier bereits, wird es so gelagert, dass die linke Flanke freiliegt. Die Operation am stehenden Tier wird bevorzugt, da die Komplikationswahrscheinlichkeit geringer ist. Das Operationsfeld wird rasiert, gereinigt und desinfiziert.
Bevor die Operation beginnen kann, muss eine Infiltrations- (zur lokalen Schmerzausschaltung der Haut), sowie eine Epiduralanästhesie erfolgen. Außerdem sollte ein Uterusrelaxans eingesetzt werden, dadurch ist eine Kontraktion der Gebärmutter während des Eingriffs ausgeschlossen.

## Operationsverlauf
Zu Beginn wird an der linken Flanke ein etwa 30 cm langer Hautschnitt vorgenommen, der in etwa 10 cm unter den Querfortsätzen der Lendenwirbel und 10 cm neben dem Hüfthöcker verläuft. Nachdem das Abdecktuch befestigt wurde, werden nach und nach die Bauchmuskelschichten und das Peritoneum durchtrennt, wobei auf ein vorsichtiges Schneiden zu achten ist, damit keine inneren Organe verletzt werden.
Das große Netz, Dünndarmschlingen sowie der Pansen sind eventuell zu verlagern – einerseits, um ohne Schwierigkeiten an die Gebärmutter zu gelangen, andererseits, um einen Vorfall derselbigen aus der Bauchhöhle zu vermeiden. Unter Umständen muss die Gebärmutter gedreht werden, um sie herausheben zu können. Die Hysterotomie sollte möglichst außerhalb der Bauchhöhle vorgenommen werden. Über den Klauen in der Gebärmutterhornspitze (bei Vorder- oder Hinterendlage) wird vorsichtig ein Schnitt von etwa 30 cm gesetzt. Das zum Vorschein kommende Extremitätenpaar wird mit Geburtsketten fixiert, um das Kalb herausziehen zu können. Die Schnitte müssen hierbei oftmals verlängert werden. Sobald das Tier draußen ist, werden die Eihäute eröffnet und das Fruchtwasser fließt ab.
Nachdem das Vorhandensein einer weiteren Frucht ausgeschlossen, sowie die losen Anteile der Eihäute entfernt und Uterusstäbe eingebracht wurden, wird die Gebärmutter mit einem resorbierbaren Nahtmaterial in zwei Schichten fortlaufend zugenäht. Außerdem wird er vor der Rücklagerung in die Bauchhöhle mit isotonischer Kochsalzlösung gereinigt. Nun werden die Schnittränder der Bauchmuskeln in mehreren Lagen durch resorbierbares Nahtmaterial vernäht und anschließend die Haut geklammert.
Damit das sich ansammelnde Sekret abfließen kann, wird eine Drainage gelegt. Zum Schluss wird die Wunde mit einem Wundspray und einem luftdurchlässigen Pflaster (zum Schutz vor Fliegen) abgedeckt.

## Nachsorge
Nach einem Kaiserschnitt erfolgt über mehrere Tage eine antibiotische Behandlung. Intrauterin wird dies durch Uterusstäbe gewährleistet, parenteral durch eine Injektion eines Antibiotikums. Eine intravenöse Gabe von Oxytocin ermöglicht es, noch fest anhaftende Anteile der Nachgeburt aus der Gebärmutter zu bekommen.
Die Klammern können nach etwa 10 Tagen entfernt werden, wenn es zu keinen Komplikationen gekommen ist. Damit eine weitere Trächtigkeit stattfinden kann, sollte nach einer gewissen Zeit die Nachgeburtsphase durch eine rektale Untersuchung kontrolliert werden.

## Komplikationen

### Während der Operation
Ist der Gebärmutterschnitt nicht groß genug, kann es zu seitlichen Einrissen kommen, die man bei der Naht berücksichtigen muss. Durch vorangegangene manuelle Geburtshilfe kann es ebenfalls zu Einrissen kommen. Sind sie perforierend, müssen sie vernäht werden. Eine Oxytocingabe stillt durch bessere Kontraktilität der Gebärmutter kleinere Blutungen, wenn postoperativ eine Uterusatonie vorliegt.
Bei schweren Blutungen muss das geöffnete Gefäß durch eine Ligatur verschlossen werden. Bei großen Blutverlusten ist eventuell eine Infusion zu verabreichen. Liegt beim liegenden Tier ein aufgegaster Pansen vor der den Eingriff erschwert, empfiehlt es sich einen Trokar einzuführen (Pansenstich).

### Nach der Operation
Das Zurückbleiben der Nachgeburt sorgt für Infektionen und Vergiftungen. Um eine Peritonitis zu vermeiden, sollte der Schnitt nicht zu groß und das Arbeiten möglichst sauber sein. Kommt es zu einer Sekretanstauung wird die unterste Klammer entfernt, damit das Sekret abfließen kann. Bei einem Platzbauch (Nahtdehiszenz, z. B. durch einen Sturz nach der Operation) muss das Nahtmaterial im betroffenen Bereich erneuert werden. Wenn der Schnitt nicht groß genug ist, kann es durch das Abheben der Haut und die dadurch eindringende Luft zu einem Emphysem kommen, welches allerdings von selbst wieder verschwindet und nicht behandelt werden muss.

## Prognose
Wenn es zu keinen Komplikationen kommt und die Operation nicht zu spät vorgenommen wird, ist die Prognose für das Kalb sehr gut (98 %). Ist dies nicht der Fall, kann es unter Umständen zu Verlusten kommen (von bis zu 20 %).
Die Fruchtbarkeit der Mutterkuh geht im Anschluss an einen Kaiserschnitt leicht zurück (von 88 % auf 80 %). Meist wird dies durch eine chronische Endometritis verursacht. Die Prognose ist aber noch immer recht gut.